# Phalonidia coreana
Phalonidia coreana es una especie de polilla del género Phalonidia, categorizada en la tribu Cochylini, de la subfamilia Tortricinae.

## Distribución
Se distribuye por Asia: Corea del Sur, en la provincia de Gyeongsang del Norte.

## Taxonomía
Fue descrita por Byun & Li en 2006.
Tratamiento taxonómico
La especie aparece registrada y publicada en Journal of Natural History. 40: 804.